# Chiesa di San Rocco (Voghera)
La chiesa di San Rocco è un luogo di culto cattolico di Voghera.

## Storia
Nel sito dell'attuale luogo di culto, fin dal X secolo era presente una chiesa con annesso ospedale intitolata a Sant'Enrico o al Salvatore.
La nuova chiesa, concepita come ampliamento della precedente, venne costruita e non completata dal 1525 al 1527, con le offerte fatte dal popolo durante la peste del 1524 e prendendo il nome di San Rocco. Venne completata nel 1578 a cura della Confraternita del Santissimo Nome di Gesù.
Nel 1924 la sovrintendenza ai monumenti della Lombardia dichiarò la chiesa monumento sottoposto a vincolo e nel 1938 viene eretta la nuova vicaria di San Rocco per la costituzione di una nuova parrocchia.

## Descrizione
All'interno, tra le opere sacre esposte, va ricordato un dipinto attribuito al Borroni raffigurante San Francesco di Sales e Santa Francesca di Chantal, della seconda metà del XVIII secolo.

## Reliquie
La chiesa custodisce un braccio e due snodi di dita di San Rocco, compatrono della città.